# OKW 10
Die schmalspurige Dampflokomotive OKW 10 der ehemaligen Opalenickiej Kolei Wąskotorowej (Opalenitzaer Kleinbahnen – OKW) mit 750 mm Spurweite wurde von Krauss-Maffei 1942 in der Bauart D1’n2t hergestellt. Mit der Verstaatlichung der Opalenickiej Kolei Wąskotorowej wurde die Lokomotive 1949 von den PKP übernommen.
Die Lokomotive war bis 1972 in Betrieb und wurde dann in den Bestand der historischen Museumslokomotiven im Eisenbahnmuseum Warschau übernommen. Die Lokomotive ist Exponat im Eisenbahnmuseum in Sochaczew.

## Geschichte

### Vorkriegseinsätze
Gemäß den Modellen, die Maffei schon 1900 – 1902 an die Pommerschen Schmalspurbahnen geliefert hat, wurde 1942 für die Opalenitzaer Kleinbahnen von Krauss-Maffei mit der Fabriknummer 16162 auch eine Lokomotive geliefert. Die neue Lokomotive konnte kriegsbedingt erst 1944 ausgeliefert werden. Sie erhielt die Nummer OKW 10 und den Namen Opalenica. Kriegseinsätze sind nicht bekannt.

### Nachkriegseinsätze
Nach dem Krieg wurde die Opalenitzaer Kreisbahn verstaatlicht, und die OKW 10 wurde von den PKP übernommen, wo sie 1949 die Bezeichnung Twb3-1431 erhielt. 1961 wurde sie dann in PKP Txb5-1431 umgezeichnet. Bei den PKP wurde die Lokomotive bei mehreren Kleinbahnen eingesetzt, unter anderem bei der Opalenitzaer Kleinbahnen, Schrodaer Kreisbahn, Piotrków Trybunalski, Gnieźnieńska Kolej Wąskotorowa, Ełcka Kolej Wąskotorowa, Śmigielska Kolej Dojazdowa, Kaliska Kolej Dojazdowa und zuletzt bis 1972 bei der Rosenberger Kreisbahn, wo sie ihren Dienst beendete. Am 19. September 1975 wurde sie dem Eisenbahnmuseum Warschau übergeben, wo die Lokomotive lange stand. Sie ist im Eisenbahnmuseum in Sochaczew ausgestellt.

## Konstruktion
Die Lokomotiven hat einen Innenrahmen für die Treibräder und Außenrahmen für die Laufachse, bedingt durch ein hinteres Krauss-Helmholtz-Lenkgestell.
Der Blechrahmen ist mit einer Stärke der Rahmenwangen von 15 mm ausgeführt, in welchem die vier Antriebsachsen mit Innenlager geführt werden. Die Achsen sind paarweise mit jeweils einer Blattfeder zwischen der 1. und 2. sowie der 3. und 4. Achse abgefedert, die jeweils oberhalb der Achslager liegen. Die vorderen drei Antriebsachsen sind jeweils fest im Rahmen gelagert. Die vierte Achse bildet mit der Schleppachse ein Krauss-Helmholtz-Lenkgestell, dafür war ein Kurvenradius von 30 m sicher durchfahrbar. Die vierte Achse besitzt ein Seitenspiel von ±22 mm, die Laufachse eines von ±30 mm, da war ein ruhiger Lauf auch über unebene Gleise möglich.
Der Flammrohrkessel mit breitem Gestell besaß eine kupferner Feuerbüchse, die in den 1960er Jahren durch eine stählerne ersetzt wurde. Er besteht aus zwei Schüssen, auf dem ersten Schuss sitzt der Dampfdom und auf dem zweiten Schuss der Sanddom, von ihm konnten die zweite Achse von vorn und die als Treibachse ausgebildete dritte Achse von hinten gesandet werden. Auf dem Dampfdom sind die beiden mit Federkraft wirkenden Sicherheitsventile angeordnet. Gespeist wurde er von zwei Injektoren von Strube mit einer Förderleistung von 120 l/min, die auf dem Stehkessel direkt vor dem Führerhaus gelegen sind. Die Kesselarmaturen waren ursprünglich deutsche Produktion, sie wurden durch landeseigene ersetzt. Die Zylindern besitzen Flachschieber und eine Heusinger-Steuerung, der Kreuzkopf wird einschienig auf der Gleitbahn geführt.
Die Lokomotive hat eine Dampfbremse und eine Handbremse, die auf eine gemeinsame Welle wirken. Von ihr wurden über ein Gestänge die ersten drei Achsen einseitig von vorn abgebremst. Die Lokomotive besitzt vor der Pufferbohle eine Versteifung, auf der die Balancierhebelkupplung montiert ist. Die beiden großen Wasserkästen neben dem Kessel haben ein Fassungsvermögen von 3,1 m³ sowie zwei Probierhähne zur Kontrolle des Wasserstandes. Zur Wassernachfüllung diente eine dampfgetriebene Strahlpumpe rechts vor dem Wasserkasten, an ihm konnte ein Wasserschlauch angeschlossen werden. Ursprünglich besaß die Lok eine Petroleumbeleuchtung, in den 1960er Jahren wurde diese gegen eine elektrische mit einem Turbogenerator für 24 V getauscht. Der Turbogenerator bekam seinen Platz auf einem Gestell an der Rauchkammer rechts neben dem Schornstein.